# 甕津郡 (黄海南道)
甕津郡（オンジンぐん、옹진군）は朝鮮民主主義人民共和国黄海南道に属する郡。黄海に張出した甕津半島の南部に位置する。
韓国側にも同名の郡がある。

## 地理
黄海南道の南部に位置し、南と西は海に面している。東に康翎郡、北東に碧城郡、北に苔灘郡と隣接する。郡域の大部分は北緯38度線以南に位置する。

## 歴史
現在の甕津郡は1952年に再編されたものである。それまでは黄海道に属して現在の康翎郡を含み、甕津半島の南部沿岸一帯を管轄した。
北緯38度線以南であった甕津半島とその周辺の島々は、日本の敗戦後アメリカ軍の進駐地域になり、行政上京畿道甕津郡として編成された。朝鮮戦争において甕津半島本土は北朝鮮軍が占領した。ただし、当時甕津郡に属していた白翎島・延坪島などのいくつかの島が大韓民国の統治下に残され、韓国はこれらの島を甕津郡（現在仁川広域市所属）としている。

### 年表
この節の出典
- 1018年 - 高麗によって甕津県が置かれた。
- 1397年 - 朝鮮王朝によって甕津鎮が置かれた。
- 1895年 - 海州府甕津郡となる。
- 1896年 - 黄海道甕津郡となる。
- 1906年 - 海州郡の一部(交井面・茄川面・馬山面)が甕津郡に移管される。
- 1909年 - 康翎郡を甕津郡に編入。甕津郡が14面を管轄する：東面・西面・南面・北面・龍泉面・龍淵面・茄川面・交井面・邱洲面・鳳峴面・馬山面・富民面・新興面・峨嵋面。
- 1914年4月1日 - 郡面併合により、黄海道甕津郡の一部(龍淵面の一部)が海州郡に編入。甕津郡に以下の面が成立。(11面)
  - 東南面・西面・北面・龍泉面・龍淵面・茄川面・交井面・鳳邱面・馬山面・富民面・興嵋面
- 1938年10月1日 - 馬山面が甕津邑に昇格。(1邑10面)
- 1945年8月15日 - 米軍管理下に置かれる。ただし、甕津邑・茄川面・交井面の各一部はソ連軍管理下に置かれる。(南1邑10面、北3面)
- 1945年11月 - 北緯38度線以北のソ連軍占領地域は碧城郡に編入される。ソ連軍管理下の甕津郡は消滅。(1邑10面)
- 1945年11月4日 - 北緯38度線以南の米軍占領地域は京畿道甕津郡として編成される。

- 1950年 - 朝鮮戦争において京畿道甕津郡（白翎面と松林面の一部を除く）が朝鮮民主主義人民共和国に占領され、黄海道甕津郡に改編。(13面)
  - 甕津邑が甕津面に降格。
- 1952年12月 - 郡面里統廃合により、黄海道甕津郡東南面・北面・西面・龍泉面および甕津面・興嵋面の各一部、碧城郡交井面および茄川面の一部地域をもって、甕津郡を設置。甕津郡に以下の邑・里が成立。(1邑27里)
  - 甕津邑・桃源里・蘆湖里・冷井里・秀垈里・立石里・長松里・龍湖島里・巡威里・漁化島里・南海里・九谷里・三山里・本営里・蘇江里・解放里・念仏里・銭山里・万珍里・昌麟島里・大機里・龍泉里・諸作里・麒麟島里・西海里・鴎浪里・松月里・陣海里
- 1954年10月 - 黄海道の分割により、黄海南道甕津郡となる。(1邑25里)
  - 巡威里・漁化島里が黄海南道康翎郡に編入。
- 1956年9月 - 苔灘郡隠洞里の一部を編入。(1邑26里)
- 1961年 - 桃源里が甕津邑に編入。(1邑25里)
- 1967年10月 - 甕津邑・隠洞里・秀垈里の各一部が合併し、甕津労働者区が発足。(1邑1労働者区25里)
- 1972年 - 九谷里が九谷労働者区に昇格。(1邑2労働者区24里)
- 1977年 (1邑2労働者区24里)
  - 念仏里が国峯里に改称。
  - 蘇江里が蓮峯里に改称。
- 1981年6月 - 南海里が南海労働者区に昇格。(1邑3労働者区23里)
- 1993年12月 - 蘆湖里が院寺里に改称。(1邑3労働者区23里)
- 1996年7月 - 三山里の一部が分立し、先豊里が発足。(1邑3労働者区24里)

## 交通
- 甕津線
  - 冷井駅 - 甕津駅

## 産業
- 甕津鉱山（鉛）

## 下位行政区域
1945年8月現在で、黄海道甕津郡には以下の1邑10面が所属した。
- 甕津邑 － 옹진읍【甕津邑】
- 富民面 － 부민면【富民面】
- 龍淵面 － 용연면【龍淵面】
- 鳳邱面 － 봉구면【鳳邱面】
- 興嵋面 － 흥미면【興嵋面】
- 東南面 － 동남면【東南面】
- 北面 － 북면【北面】
- 西面 － 서면【西面】
- 龍泉面 － 용천면【龍泉面】
- 交井面 － 교정면【交井面】
- 茄川面 － 가천면【茄川面】

日本の敗戦後に進駐した米軍軍政当局は、甕津郡の北緯38度線以南の地域に、長淵郡白翎面、碧城郡東江面・松林面・茄佐面・月禄面・代車面・海南面を編入して京畿道甕津郡とした。このうち、白翎面と松林面の一部（延坪島）が朝鮮戦争休戦後も韓国の領域に残った。
1952年12月、北朝鮮は甕津面・北面・西面・龍泉面・交井面と茄川面の一部、興嵋面の大部分で甕津面を再編成した。現在は1邑・3労働者区・24里を管轄している。
| - 甕津邑（オンジヌプ） - 九谷労働者区（クゴンノドンジャグ） - 南海労働者区（ナメロドンジャグ） - 甕津労働者区（オンジンノドンジャグ） - 鴎浪里（クランニ） - 国峯里（ククポンニ） - 麒麟島里（キリンドリ） - 大機里（テギリ） - 冷井里（レンジョンニ） - 蓮峯里（リョンボンニ） - 龍泉里（リョンチョンニ） - 龍湖島里（リョンホドリ） - 立石里（リプソンニ） - 万珍里（マンジンニ） | - 本営里（ポニョンニ） - 三山里（サムサンニ） - 西海里（ソヘリ） - 先豊里（ソンプンニ） - 松月里（ソンウォルリ） - 秀垈里（スデリ） - 院寺里（ウォンサリ） - 隠洞里（ウンドンニ） - 長松里（チャンソンニ） - 銭山里（チョンサンニ） - 諸作里（チェジャンニ） - 陣海里（チネリ） - 昌麟島里（チャンニンドリ） - 解放里（ヘバンニ） |